# Wimmera
Wimmera é uma região do estado australiano de Vitória. O distrito está localizado em partes das regiões de Loddon Mallee e Grampians. A região cobre a área de cultivo de terras secas ao sul da área de matagal de Mallee, a leste da fronteira com a Austrália do Sul e ao norte da Grande Cordilheira Divisória. Também pode ser definida como a terra dentro da bacia social de Horsham, seu principal assentamento.